# 石田秀輝
石田 秀輝（いしだ ひでき、1953年（昭和28年）1月1日岡山生まれ）は、地球村研究室 代表・東北大学名誉教授・（一社）サステナブル経営推進機構（SuMPO）理事長・（一社）エコシステム社会機構（ESA)　OPaRL（一つの地球で暮らせる社会を描く研究所　One Planet Research Lab.）研究代表・酔庵塾塾長・ものつくり生命文明機構理事などを務める。環境科学研究者であり、また日本を代表するバックキャスト思考研究の第一人者でもある。活動の基本は、厳しい地球環境制約の中でも心豊かに暮らせるライフスタイルやビジネスシステム・政策のあり方を追求するもので、学際横断の概念創出とも言える。また、国内外で社会人や子供たちのバックキャスト思考を基本とした環境教育にも注力している。

## 人物
岡山大学付属中学を経て東京大学理科一類へ合格し進学。大学では地球物理、地質・鉱物学を専攻、その後、㈱INAX（現LIXIL）で25年間、主に研究開発を担当、取締役CTO、技術戦略会議、環境戦略会議の議長を務め、INAXが環境先進企業として社会から評価される牽引役を果たしたものの、要である環境と経済を両立させるための理論構築には及ばず、その研究のために2004年INAXを退社し、東北大学大学院環境科学研究科の教授に着任、「ネイチャー・テクノロジー（自然のすごさを賢く活かす）」を提唱。ただ、その本質的な解を得るには、社会科学、哲学、倫理学の知識が無ければ解くことが出来ないことを知り、国際日本文化研究センター（日文研　京都）に5年間通い、2009年に環境と経済が両立できる「ネイチャー・テクノロジー」の構造を明らかにした。並行して、大学では学際横断的な「環境科学」という新しい学問体系構築に参画するとともに、「環境科学」の概念を基盤に社会を変革する具体的な実践の場として2005年から10年間にわたり、社会人を主な対象とした大学院「環境政策・技術マネジメントコース」(SEMSaT)を研究科内に立ち上げ、日本で初めての環境リーダー育成を開始、修了生たちは行政、企業、NPO/NGOの分野で先導的リーダーとして活躍している。　
2014年、ネイチャー・テクノロジーの上位概念である「（地球環境）制約の中で心豊かに生きる」社会実装の為、東北大学を辞し、失ってはならない日本の文化を色濃く残す奄美群島沖永良部島に移住、「酔庵塾」を開塾し「子や孫が大人になったときにも笑顔あふれる憧れの島つくり」の理論構築と社会実装に挑戦している。　また、ここで得られた成果を企業に還元するために、2019年に創設された（一社）サステナブル経営推進機構（SuMPO）理事長に就任、また「OPaRL　一つの地球で暮らせる社会を描く研究所」を2024年4月に設立された（一社）エコシステム社会機構（ESA)内に創設した。

## 業績
企業での実践経験をもとに、人類にとっての地球環境問題の本質は人間活動の肥大化であり、それを心豊かに生きるという生の本質を担保しながら停止・縮小させるためのライフスタイルをバックキャスト思考で描き、そして、それを達成するための新しいビジネス（テクノロジーやサービス）、政策の在り方を自然の循環（エコシステム）の中で考える「ネイチャー・テクノロジー（自然のすごさを賢く活かすものつくりと暮らし方）」創出システムを構築し、ライフスタイルそのものを大きく変革する、多くの超低環境負荷、高機能テクノロジーやサービスを研究開発し市場に投入してきた　(土の凝集構造に学ぶ無電源エアコン、トンボの翅に学ぶ風力発電機、泡に学ぶ水のいらない風呂、カタツムリの殻に学ぶ汚れない表面、土中微生物に学ぶ家庭農園等)。
ライフスタイルに関しては、制約の中で豊かであるという概念を具体化するため、90歳ヒアリング手法やバックキャスト思考によるライフスタイルの創出手法を准教授の古川柳蔵氏（現東京都市大学環境学部教授）とともに確立し、制約の中で豊かであるという構造が、『ちょっとした不自由さや不便さ（喜ばしい制約）を個やコミュニティーの知識・知恵・技で埋める（解放する）』ことによって成立し、同時にそれによって愛着感・充実感・達成感が生まれることを明らかにした(2014年)。また、これらの研究成果は、文部科学省新学術領域研究「生物多様性を規範とする革新的材料技術（2012-16年）」の研究代表（領域代表：下村正嗣）としても展開された。
一方、地球環境が限界状況にあるにもかかわらず、社会の変化が緩慢であることに危機感を持ち、OPaRLを創設（2024年）、一つの地球で暮らせる社会をバックキャストで描き、オントロジー工学(行為分解木)やLCAを用いることで定量化する試みにも挑戦している。

## 趣味
奄美群島沖永良部島の自然と酒（黒糖焼酎）、そして住民に魅かれ、1997年から毎年数度通い続け、2004年に知名町のジャングルの中に家（屋号:酔庵）を建て別荘として使っていたが、2014年4月沖永良部島に移住し本宅となった。屋号の通り、酔庵には、島内外から多くの人が（酒を飲みに）やって来るという。
紀元前後の遺跡を訪ね、昔を想い酒を飲み、DIY、料理、テニスも楽しむ、65歳からバドミントン、70歳からサックスを始めた。

## 略歴
- 1953年 岡山県に生まれる。
- 1978年 INAX(現LIXIL) 入社
- 1992年 同社空間技術研究所基礎研究所(新設)所長
- 1998年 同社技術統括部空間デザイン研究所（新設）所長
- 2002年 同社取締役 技術統括部部長（CTO)
  - 株式会社ジャパン・ティッシュ・エンジニアリング取締役兼務
- 2002年 同社取締役 研究開発センター（新設）センター長
- 2003年 岐阜大学工学部講師
- 2003年 豊橋技術科学大学工学部講師
- 2004年 同社取締役 研究開発センター長/環境戦略部(新設）部長 兼務
- 2004年 INAXを退任、同社技術顧問
- 2004年 東北大学大学院環境科学研究科教授
- 2005-14年 同　環境政策･技術マネジメントコース（新設社会人大学院コース SEMSaT）研究代表 兼任教授
- 2005-2017年 ネイチャー・テクノロジー研究会　代表
- 2007-24年　NPO法人　Earth Watch Japan　理事
- 2007年-　NPO法人　ものつくり生命文明機構　理事
- 2012-14年 同済大学客員教授 兼任
- 2014年 東北大学大学院環境科学研究科教授を退職し、名誉教授となる
- 2014-23年　アミタホールディングス㈱　取締役
- 2014年 奄美群島沖永良部島に移住、『間』抜けの研究開始 (合同会社）地球村研究室を起業、代表
- 2014年 沖永良部島で『酔庵塾』（私塾）開塾
- 2016年 星槎大学サテライトカレッジ in 沖永良部島 分校長（星槎大学特任教授-2024年）
- 2017年-　リファインホールディングス㈱　監査役
- 2018年 第5回日経『星新一賞』最終選考委員
- 2019年 一般社団法人　サステナブル経営推進機構（SuMPO) 理事長
- 2019-24年　環境探求学研究会　会長
- 2019-20年　南日本新聞　客員論説委員
- 2021-23年　京都大学大学院総合生存学館ソーシャルイノベーションセンター　特任教授
- 2024年一般社団法人　エコシステム社会機構（ESA)　OPaRL研究代表

## 賞歴
- 1992年 日本鉱物学会より鉱物工学奨励賞
- 1993年 American Ceramic SocietyよりBrunaue賞（学術論文賞）
- 1994年 セメント協会よりセメント協会論文賞
- 1996年 American Ceramic SocietyよりBrunaue賞（学術論文賞）
- 1998年 簡明技術推進機構よりPort賞（機構賞）
- 1999年 日本ファインセラミックス協会より技術振興賞
- 1999年 日本鉱物学会より応用鉱物学賞
- 2000年 日本セラミックス協会より学術論文賞
- 2000年 日本セラミックス協会より学術賞
- 2000年 American Ceramic Societyよりフェローの称号を授与
- 2002年 中部科学技術センターより振興賞
- 2002年 グッドデザイン賞[1]
- 2005年 自然に学ぶものつくり研究助成プログラム
- 2007年 第1回キッヅデザイン賞
- 2007年 グッドデザイン賞[2]
- 2008年 東北大学大学院環境科学研究科教育賞
- 2010年 東北大学総長教育賞
- 2013年 第3回生物多様性日本アワード 優秀賞
- 2013年 グッドデザイン賞
- 2013年 グッドデザイン・BEST100賞 / 未来づくりデザイン賞[3]
- 2021年 全国日本学士会よりアカデミア賞

## 著作
国内外を含め論文・総説等約590報を掲載、101の特許を取得している。

### 単著
- 自然に学ぶ粋なテクノロジー なぜカタツムリの殻は汚れないのか（化学同人、2009年、ISBN 978-4759813227）
- 地球が教える奇跡の技術（祥伝社、2010年、ISBN 978-4396613563）
- キミが大人になる頃に - 環境も人も豊かにする暮らしのかたち（日刊工業新聞社、2010年、ISBN 978-4526065316）
- Channeling the Forces of Nature（東北大学出版会、2010年、ISBN 978-4861631498）
- 未来の働き方をデザインしよう - 2030年のエコワークスタイルブック（日刊工業新聞社、2011年、ISBN 978-4526067822）
- 光り輝く未来が、沖永良部島にあった! - 物質文明や金融資本主義社会はもう限界です(ワニ・プラス、2015年、ISBN 978-4847060892)
- 小学校 国語6年生 自然に学ぶくらし （光村図書出版、平成26年3月5日検定済）ISBN 978-4-89528-699-2 C4381 ￥00000E
- 危機の次代こそ　心豊かに暮らしたい　（KKロングセラーズ　2021年　ISBN978-4-8454-2475-7）

### 共著
- Electric Field Applications: In Chromatography, Industrial and Chemical Processes（Wiley-VCH、1995年、ISBN 978-3527286874）
- 水熱化学ハンドブック（技法堂、1997年、ISBN 978-4765500272）
- 粘土の世界（KDDクリエイティブ、1997年、ISBN 978-4906372386）
- Materials Science of Concrete V（American Ceramic Society,　1997年、ISBN 978-1574980271）
- Encyclopedia of Smart Materials（ワイリー・インターサイエンス、2001年、ISBN 978-0471177807）
- 廃棄物処理・リサイクル事典（産業調査会事典出版センター、2003年、ISBN 978-4882823247）
- 緑をまとう家 - 我流天国（INAX BOOKLET、2003年、ISBN 978-4872758245）
- エコマテリアルハンドブック（丸善、2006年、ISBN 978-4621077443）
- 環境対応型セラミックスの技術と応用（シーエムシー出版、2007年、ISBN 978-4882316695）
- 新しいくらしかたのか・た・ち（芸立出版、2007年、ISBN 978-4874660652）
- エンジニアのための工学概論 - 科学技術社会論からのアプローチ（2010年、ISBN 978-4623057610）
- 工業排水・廃材からの資源回収技術（シーエムシー出版、2010年、ISBN 978-4781302614）
- 次世代バイオミメティクス研究の最前線―生物多様性に学ぶ（シーエムシー出版、2011年、ISBN 978-4781304106）
- survival ism - 70億人の生存意志（ダイヤモンド社、2011年、ISBN 978-4478017357）
- ポスト3・11 変わる学問 気鋭大学人からの警鐘（朝日新聞出版、2012年、ISBN 978-4023310421）
- 自然界はテクノロジーの宝庫 ~未来の生活はネイチャー・テクノロジーにおまかせ!(技術評論社、2013年、ISBN 978-4774156538)
- Nature Technology: Creating a Fresh Approach to Technology and Lifestyle(Springer、2014年、ISBN 978-4431546122)
- 地下資源文明から生命文明へ 人と地球を考えたあたらしいものつくりと暮らし方のか・た・ち―ネイチャー・テクノロジー (東北大学出版会、2014年、ISBN 978-4861632396)
- 生物の形や能力を利用する学問バイオミメティクス＜分担執筆＞（東海大学出版部、2016年、ISBN 978-4-486-02098-1
- トコトンやさしいバイオミメティクスの本＜分担執筆＞（日刊工業新聞社、2016年、ISBN 978-4-526-07527-8）
- バックキャスト思考 （ワニ・プラス、2018年、ISBN 978-4-8470-9675-4)
- 生命文明の時代 （Next Publishing Authors Press、2019年、ISBN 978-4-802-09590-7）
- Lifestyle and Nature ＜分担執筆＞ (Pan Stanford Publishing Pte. Ltd.、2019年、ISBN 978-981-4774-62-8）
- SDGsビジネス戦略 ＜分担執筆＞ (日刊工業新聞社、2019年、ISBN 978-4-526-07922-1)
- イノベーションの未来予想図　水野勝之・土井拓務編著　（創成社　2021年　ISBN978-4-7944-3227-8）
- バックキャスト思考で行こう！　（ワニブックス　2020年　ISBN978-4-8470-6173-8）
- 2030年の未来マーケティング　（ワニプラス　2022年　ISBN978-4-8470-7101-0）
- 持続可能な発展に向けた地域からのトランジッション　白井信雄・栗島英明編著　（環境新聞社　2023年　ISBN978-4-86018-433-9）
- 世界がわかるシマ思考　（issue+design　2024年　ISBN 978-4-99129-713-7）

### 監修
- 自然にまなぶ! ネイチャー・テクノロジー: 暮らしをかえる新素材・新技術（学研パブリッシング、2011年、ISBN 978-4056064520）
- 「すごい自然」図鑑（PHP研究所、2011年、ISBN 978-4569782003）
- ヤモリの指から不思議なテープ（アリス館、2011年、ISBN 978-4752005513）
- それはエコまちがい? 震災から学んだ、2030年の心豊かな暮らしのかたち (プレスアート、2013年、ISBN 978-4990190972）
- 2030年のライフスタイルが教えてくれる「心豊かな」ビジネス-自然と未来に学ぶネイチャー・テクノロジー(日刊工業新聞社、2013年、ISBN 978-4526071669）
- カがつくった いたくない注射針 (科学のお話 『超』能力をもつ生き物たち)(学研マーケティング、2014年、ISBN 978-4055010887)
- ホタルがつくった エコライト (科学のお話 『超』能力をもつ生き物たち)(学研マーケティング、2014年、ISBN 978-4055010894)
- ヤモリがつくった 超強力テープ (科学のお話 『超』能力をもつ生き物たち)(学研マーケティング、2014年、ISBN 978-4055010900)
- ハスの葉がつくった よごれない服 (科学のお話 『超』能力をもつ生き物たち)(学研マーケティング、2014年、ISBN 978-4055010917)
- NHK科学アニメ・ガイド ピカイア！―カンブリア紀の不思議な生き物たち (教養・文化シリーズ)(NHK出版、2015年、ISBN 978-4144072116)
- 「ピカイア!」第1、2、3巻 [DVD])(ポニーキャニオン、2015年)
- 「ピカイア！」第1巻〔DVD〕（徳間ジャパンコミュニケーションズ、2017年）
- 「ピカイア！」第2巻［DVD〕（徳間ジャパンコミュニケーションズ、2017年）
- さくらとゆうきの緊急ミッション みらいからの宿題（ふじのくに地球環境史ミュージアム、2017年）
- 自然に学ぶくらし 1 自然の生き物から学ぶ （さ・え・ら書房、2017年、ISBN 978-4-378-02461-5）
- 自然に学ぶくらし 2 自然のしくみ・力から学ぶ （さ・え・ら書房、2017年、ISBN 978-4-378-02462-2）
- 自然に学ぶくらし 3 自然に学ぶこれからのくらし （さ・え・ら書房、2017年、ISBN 978-4-378-02463-9
- 楽しい調べ学習シリーズ 生き物のかたちと動きに学ぶテクノロジー （PHP研究所、2017年、ISBN 978-4-569-78692-6
- 楽しい調べ学習シリーズ 生き物の体のしくみに学ぶテクノロジー （PHP研究所、2017年、ISBN 978-4-569-78700-8
- 自然から学ぶすごい技をもつ生き物図鑑 （文研出版、2019年、ISBN 978-4-580-88604-9）
- ありがた～い生き物たち （リベラル社、2019年、ISBN 978-4-434-25795-7

- ふしぎはっけん！　しぜんから　まなんだ　ちえ　（チャイルド本社　2022年　ISBN978-4-8054-5346—0ｃ8745￥400E）
- 探求学習のすべて　（環境探求学研究会　2022年　ISBN978-4-7726-1497-9）
- ひらめき！はつめいものがたり　11みのまわりのもの　（㈱チャイルド本社　2025年　ISBN978-4-8054-5732-0 C8793）

## メディア出演

### その他メディア
- インタビュー（GreenTV Japan、2010年4月19日） - 「ネイチャーテクノロジー（石田秀輝教授）」
- 語る vol.38（dff.jp） - 「石田秀輝」
- かしこい生き方のススメ（NTTコムウェア、2007年2月） - 「自然のすごさに学ぶ 新しいものつくりの形を提案したいのです」
- キーパーソンインタビュー（環境goo） - 「株式会社INAX 取締役 技術統括部長 石田秀輝氏 インタビュー」
- 生物多様性COP10（グッドニュース・ジャパン、2008年3月5日） - 「ネイチャーテクノロジーで環境負荷を最小限に」
- VISION（WORKSIGHT、2012年2月20日） - 「リーダー層に求められるバックキャストの思考法」
- 製品・技術を開発する（J-Net21、2012年7月4日） - 「自然から学ぶアイデアの源泉 ネイチャーテック」
- NHK　クローズアップ現代（2012年3月14日）　「90歳が変える未来のテクノロジー」
- You Tube (2014年3月）、Dr. Emile Ishida 石田秀輝 Movie 全4編
- NHK ラジオ深夜便 （2020年2月11日）自然の智慧を暮らしにいかす
- You Tube (2020年5月）、星槎大学ｘ星槎の中高 持続可能社会創生学 全10編
- NHK　ラジオ深夜便　（2021年1月27日）心に花を咲かせて　（アンコール放送8月25日）

## 関連
- 東北大学の人物一覧